# Glen Skov
Pour les articles homonymes, voir Skov.
Glen Frederick Skov (né le 26 janvier 1931 à Wheatley, en Ontario au Canada, et mort le 10 septembre 2013) est un joueur professionnel canadien de hockey sur glace qui évoluait au poste de centre. Il occupe également le poste d'entraîneur-joueur pendant une saison,.

## Biographie
Après avoir joué en junior et 29 matchs dans la ligue internationale de hockey, Skov fait ses débuts dans la Ligue nationale de hockey avec les Red Wings de Détroit au cours de la saison 1949-1950. Il passe l'essentiel de la saison suivante avec les Knights d'Omaha dans la United States Hockey League (1945-1951), équipe affiliée aux Red Wings. Il devient titulaire de l'équipe de Détroit la saison suivante et remporte avec eux trois coupes Stanley en 1952, 1954, saison au cours de laquelle il joue le Match des étoiles, et 1955. À la suite de cette dernière victoire, il est échangé le 27 mai 1955 aux Black Hawks de Chicago avec Tony Leswick, Johnny Wilson et Benny Woit contre Dave Creighton, Gord Hollingworth, John McCormack (en) et Jerry Toppazzini. Il passe ensuite cinq ans avec Chicago qui l'échange le 7 juin 1960 aux Canadiens de Montréal avec Terry Gray, Bob Bailey, Lorne Ferguson et les droits sur Danny Lewicki contre Ab McDonald, Reggie Fleming, Bob Courcy et Cec Hoekstra. Il ne joue que 3 matchs avec les Canadiens mais passe toute la saison comme entraîneur-joueur des Canadiens de Hull-Ottawa, club école des Canadiens dans Eastern Professional Hockey League qui remporte cette saison-là le championnat. Bien que les Canadiens désirent le garder comme entraîneur, les deux parties ne peuvent trouver un accord financier et mettent un terme à leur collaboration en 1961,.

## Statistiques
| Saison     | Équipe                   | Ligue      |     | Saison régulière | Saison régulière | Saison régulière | Saison régulière | Saison régulière |   | Séries éliminatoires | Séries éliminatoires | Séries éliminatoires | Séries éliminatoires | Séries éliminatoires |
| Saison     | Équipe                   | Ligue      | PJ  | B                | A                | Pts              | Pun              | PJ               | B | A                    | Pts                  | Pun                  |                      |                      |
| 1946-1947  | Spitfires de Windsor     | OHA-Jr.    | 2   | 0                | 0                | 0                | 0                |                  |   |                      |                      |                      |                      |                      |
| 1947-1948  | Hettche de Détroit       | LIH        | 18  | 4                | 4                | 8                | 8                | 8                | 5 | 3                    | 8                    | 6                    |                      |                      |
| 1948-1949  | Spitfires de Windsor     | OHA-Jr.    | 35  | 16               | 12               | 28               | 42               | 4                | 0 | 0                    | 0                    | 2                    |                      |                      |
| 1948-1949  | Ryan Cretes de Windsor   | LIH        | 11  | 2                | 7                | 9                | 4                | 3                | 0 | 6                    | 6                    | 0                    |                      |                      |
| 1949-1950  | Spitfires de Windsor     | OHA-Jr.    | 47  | 51               | 51               | 102              | 23               | 8                | 7 | 2                    | 9                    | 0                    |                      |                      |
| 1949-1950  | Red Wings de Détroit     | LNH        | 2   | 0                | 0                | 0                | 0                |                  |   |                      |                      |                      |                      |                      |
| 1950-1951  | Red Wings de Détroit     | LNH        | 19  | 7                | 6                | 13               | 13               | 6                | 0 | 0                    | 0                    | 0                    |                      |                      |
| 1950-1951  | Knights d'Omaha          | USHL       | 45  | 26               | 33               | 59               | 55               |                  |   |                      |                      |                      |                      |                      |
| 1951-1952  | Red Wings de Détroit     | LNH        | 70  | 12               | 14               | 26               | 48               | 8                | 1 | 4                    | 5                    | 16                   |                      |                      |
| 1952-1953  | Red Wings de Détroit     | LNH        | 70  | 12               | 15               | 27               | 54               | 6                | 1 | 0                    | 1                    | 2                    |                      |                      |
| 1953-1954  | Red Wings de Détroit     | LNH        | 70  | 17               | 10               | 27               | 95               | 12               | 1 | 2                    | 3                    | 16                   |                      |                      |
| 1954-1955  | Red Wings de Détroit     | LNH        | 70  | 14               | 16               | 30               | 53               | 11               | 2 | 0                    | 2                    | 8                    |                      |                      |
| 1955-1956  | Black Hawks de Chicago   | LNH        | 70  | 7                | 20               | 27               | 26               |                  |   |                      |                      |                      |                      |                      |
| 1956-1957  | Black Hawks de Chicago   | LNH        | 67  | 14               | 28               | 42               | 69               |                  |   |                      |                      |                      |                      |                      |
| 1957-1958  | Black Hawks de Chicago   | LNH        | 70  | 17               | 18               | 35               | 35               |                  |   |                      |                      |                      |                      |                      |
| 1958-1959  | Black Hawks de Chicago   | LNH        | 70  | 3                | 5                | 8                | 4                | 6                | 2 | 1                    | 3                    | 4                    |                      |                      |
| 1959-1960  | Black Hawks de Chicago   | LNH        | 69  | 3                | 4                | 7                | 16               | 4                | 0 | 0                    | 0                    | 2                    |                      |                      |
| 1960-1961  | Canadiens de Montréal    | LNH        | 3   | 0                | 0                | 0                | 0                |                  |   |                      |                      |                      |                      |                      |
| 1960-1961  | Canadiens de Hull-Ottawa | EPHL       | 67  | 16               | 26               | 42               | 24               | 14               | 2 | 6                    | 8                    | 2                    |                      |                      |
| Totaux LNH | Totaux LNH               | Totaux LNH | 650 | 106              | 136              | 242              | 413              | 53               | 7 | 7                    | 14                   | 48                   |                      |                      |